# Apaches Firenze
Gli Apaches Firenze sono stati una squadra di football americano di Firenze. Sono stati fondati nel 1985 e hanno chiuso nel 1987. Riaperti nel 1990, hanno chiuso nel 1994. Hanno partecipato al primo livello del campionato italiano di football americano nel 1992 e nel 1993.

## Dettaglio stagioni

### Tornei nazionali

#### Campionato

##### Serie A1
| Stagione | regular season | regular season | regular season | regular season | regular season | regular season | playoff | playoff | playoff | playoff | playoff | playoff          | playoff       |
|          | Vin            | Par            | Per            | Tot            | PF             | PS             | Vin     | Per     | Tot     | PF      | PS      | risultato        | avversaria    |
| -------- | -------------- | -------------- | -------------- | -------------- | -------------- | -------------- | ------- | ------- | ------- | ------- | ------- | ---------------- | ------------- |
| 1992     | 1              | 1              | 10             | 12             | 45             | 227            | -       | -       | -       | -       | -       | -                | -             |
| 1993     | 5              | 0              | 5              | 10             | 246            | 233            | 1       | 1       | 2       | 61      | 62      | Quarti di finale | Lions Bergamo |
| Totale   | 44             | 2              | 27             | 71             | 1308           | 1098           | 6       | 4       | 10      | 185     | 163     |                  |               |

Fonte: Enciclopedia del Football - A cura di Roberto Mezzetti

##### Serie A2/B (secondo livello)
| Stagione | regular season | regular season | regular season | regular season | regular season | regular season | playoff | playoff | playoff | playoff | playoff | playoff    | playoff        |
|          | Vin            | Par            | Per            | Tot            | PF             | PS             | Vin     | Per     | Tot     | PF      | PS      | risultato  | avversaria     |
| -------- | -------------- | -------------- | -------------- | -------------- | -------------- | -------------- | ------- | ------- | ------- | ------- | ------- | ---------- | -------------- |
| 1987     | 1              | 1              | 8              | 10             | 67             | 159            | -       | -       | -       | -       | -       | -          | -              |
| 1991     | 6              | 0              | 0              | 6              | 177            | 49             | 2       | 1       | 3       | 77      | 41      | Silverbowl | Aquile Ferrara |
| Totale   | 44             | 2              | 27             | 71             | 1308           | 1098           | 6       | 4       | 10      | 185     | 163     |            |                |

Fonte: Enciclopedia del Football - A cura di Roberto Mezzetti

##### Serie B (terzo livello)/C
| Stagione | regular season | regular season | regular season | regular season | regular season | regular season | playoff | playoff | playoff | playoff | playoff | playoff    | playoff    |
|          | Vin            | Par            | Per            | Tot            | PF             | PS             | Vin     | Per     | Tot     | PF      | PS      | risultato  | avversaria |
| -------- | -------------- | -------------- | -------------- | -------------- | -------------- | -------------- | ------- | ------- | ------- | ------- | ------- | ---------- | ---------- |
| 1985     | 2              | 1              | 7              | 10             | 93             | 171            | -       | -       | -       | -       | -       | -          | -          |
| 1986     | 5              | 0              | 3              | 10             | 139            | 57             | -       | -       | -       | -       | -       | -          | -          |
| 1990     | 7              | 0              | 1              | 8              | 151            | 49             | 1       | 1       | 2       | 28      | 49      | Semifinale | Linci Roma |
| Totale   | 21             | 2              | 15             | 38             | 651            | 436            | 1       | 2       | 3       | 10      | 65      |            |            |

Fonte: Enciclopedia del Football - A cura di Roberto Mezzetti

#### Coppa Italia
| Stagione | regular season | regular season | regular season | regular season | regular season | regular season | playoff | playoff | playoff | playoff | playoff | playoff    | playoff       |
|          | Vin            | Par            | Per            | Tot            | PF             | PS             | Vin     | Per     | Tot     | PF      | PS      | risultato  | avversaria    |
| -------- | -------------- | -------------- | -------------- | -------------- | -------------- | -------------- | ------- | ------- | ------- | ------- | ------- | ---------- | ------------- |
| 1993     | -              | -              | -              | -              | -              | -              | 2       | 1       | 3       | 51+?    | 30+?    | Semifinale | Frogs Legnano |
| Totale   | 44             | 2              | 27             | 71             | 1308           | 1098           | 6       | 4       | 10      | 185     | 163     |            |               |

Fonte: Enciclopedia del Football - A cura di Roberto Mezzetti

#### Campionati giovanili

##### Under 21
| Stagione | regular season | regular season | regular season | regular season | regular season | regular season | playoff | playoff | playoff | playoff | playoff | playoff   | playoff    |
|          | Vin            | Par            | Per            | Tot            | PF             | PS             | Vin     | Per     | Tot     | PF      | PS      | risultato | avversaria |
| -------- | -------------- | -------------- | -------------- | -------------- | -------------- | -------------- | ------- | ------- | ------- | ------- | ------- | --------- | ---------- |
| 1992     | ?              | ?              | ?              | ?              | ?              | ?              | -       | -       | -       | -       | -       | -         | -          |
| Totale   | ?              | ?              | ?              | ?              | ?              | ?              | -       | -       | -       | -       | -       |           |            |

Fonte: Enciclopedia del Football - A cura di Roberto Mezzetti

### Altri tornei

#### Trofeo Roma City
| Stagione | regular season | regular season | regular season | regular season | regular season | regular season | playoff | playoff | playoff | playoff | playoff | playoff   | playoff      |
|          | Vin            | Par            | Per            | Tot            | PF             | PS             | Vin     | Per     | Tot     | PF      | PS      | risultato | avversaria   |
| -------- | -------------- | -------------- | -------------- | -------------- | -------------- | -------------- | ------- | ------- | ------- | ------- | ------- | --------- | ------------ |
| 1985     | -              | -              | -              | -              | -              | -              | 1       | 1       | 2       | 50      | 15      | Finale    | Hunters Roma |
| Totale   | -              | -              | -              | -              | -              | -              | 1       | 1       | 2       | 50      | 15      |           |              |

Fonte: Enciclopedia del Football - A cura di Roberto Mezzetti

#### Indoor Football Italia
| Stagione | regular season | regular season | regular season | regular season | regular season | regular season | playoff | playoff | playoff | playoff | playoff | playoff   | playoff        |
|          | Vin            | Par            | Per            | Tot            | PF             | PS             | Vin     | Per     | Tot     | PF      | PS      | risultato | avversaria     |
| -------- | -------------- | -------------- | -------------- | -------------- | -------------- | -------------- | ------- | ------- | ------- | ------- | ------- | --------- | -------------- |
| 1994     | 6              | 0              | 0              | 6              | 244            | 155            | 1       | 0       | 1       | 50      | 45      | Campioni  | Tigers Bologna |
| Totale   | 6              | 0              | 0              | 6              | 244            | 155            | 1       | 0       | 1       | 50      | 45      |           |                |

Fonte: Enciclopedia del Football - A cura di Roberto Mezzetti

### Riepilogo fasi finali disputate
| Anno | Luogo   | Evento                 | Fase del torneo  | Incontro                         | Risultato |
| 1985 | Roma    | Trofeo Roma City       | Finale           | Hunters Roma - Apaches Firenze   | 15 - 6    |
| 1990 | ?       | Serie B                | Semifinale       | Linci Roma - Apaches Firenze     | 30 - 8    |
| 1991 | ?       | Silverbowl             | Quarti di finale | Aquile Ferrara - Apaches Firenze | 57 - 6    |
| 1993 | Telgate | Superbowl              | Quarti di finale | Lions Bergamo - Apaches Firenze  | 45 - 26   |
| 1993 | ?       | Coppa Italia           | Semifinale       | Frogs Legnano - Apaches Firenze  | v - p     |
| 1994 | Firenze | Indoor Football Italia | Spring Cup       | Apaches Firenze - Tigers Bologna | 50 - 45   |